# Валдуљијано II (Авелино)
Валдуљијано II је насеље у Италији у округу Авелино, региону Кампанија.
Према процени из 2011. у насељу је живело 25 становника. Насеље се налази на надморској висини од 591 м.